# Сент-Патрик-стрит
Сент-Патрик-стрит, «улица Святого Патрика» (англ. St Patrick's Street, ирл. Sráid Naomh Pádraig) — главная торговая улица города Корк, Ирландия. Проходит от набережной Святого Патрика до пересечения с улицей Гранд парад. Улица имеет изогнутую форму, поскольку повторяет изгиб протекающей через город реки Ли. Жители Корка неофициально именуют улицу «Пана». На Сент-Патрик-стрит расположен ряд магазинов известных торговых сетей, таких как Brown Thomas, Dunnes Stores, Debenhams, Marks & Spencer и Penneys.

## История
Улица была застроена в конце 18-го века, когда город расширился за пределы древнего города. В 1780-х годов многие улицы, составляющие в настоящее время центр города, представляли собой каналы, связывающие острова на реке Ли. Во время войны за независимость Ирландии, 11-12 декабря 1920 года, часть города была уничтожена грандиозным пожаром, вошедшим в историю как Сожжение Корка.
После реконструкции, прошедшей в 2004 году, Сент-Патрик-стрит дважды была удостоена награды как лучшая торговая улица Ирландии.
На северном конце улицы находится памятник религиозному деятелю и поборнику трезвости о. Теобальду Мэтью работы Джона Фоли, обращенный лицом к мосту Святого Патрика через реку Ли.

## Галерея

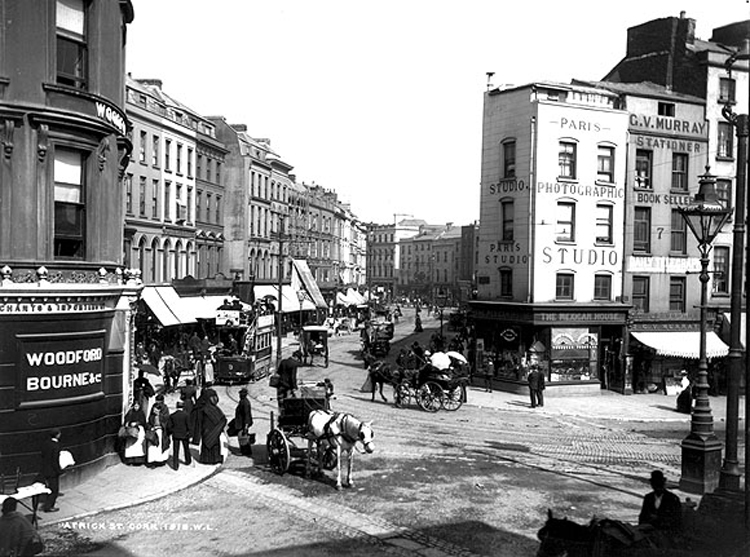
Фото Сент-Патрик-стрит (ок. 1890)